# Microgale grandidieri
Microgale grandidieri — вид  ссавців родини Тенрекові (Tenrecidae).

## Поширення, екологія
Живе в сухих лісах західного і південно-західного Мадагаскару.

## Систематика
Популяції цього виду раніше були включені в Microgale brevicaudata; М. grandidieri був описаний як окремий вид в 2009 році на основі відмінностей у морфології й ДНК послідовностей.